# Emily Meade

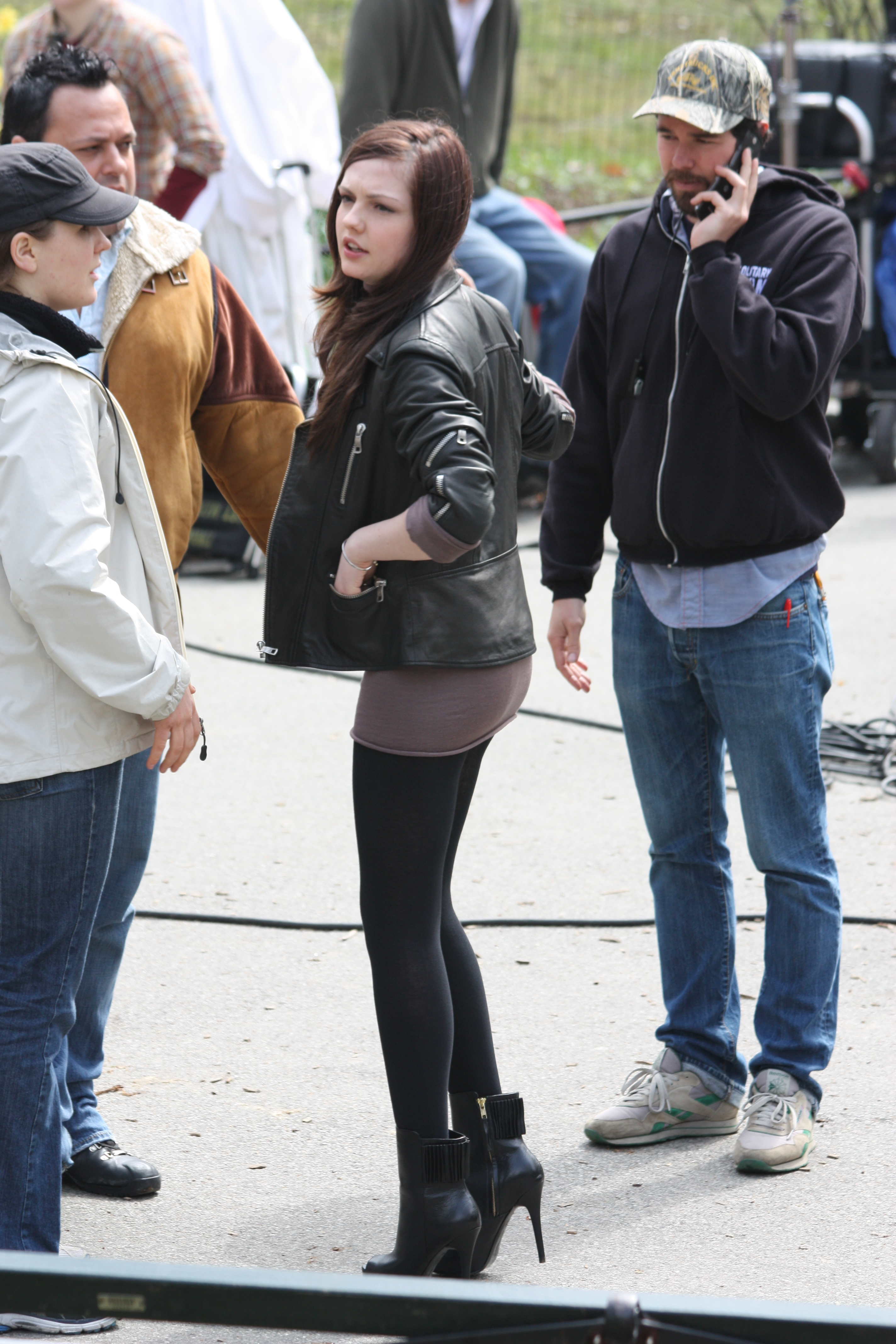
Emily Meade in New York City (2009)

Emily Meade (* 10. Januar 1989) ist eine US-amerikanische Schauspielerin.

## Karriere
Meade ist seit 2008 als Schauspielerin aktiv und übernimmt Rollen für Film und Fernsehen gleichermaßen. So spielte sie 2011 eine Rolle als zukünftige Version der Figur Ella Blake in der US-Science-Fiction-Serie Fringe – Grenzfälle des FBI. Im gleichen Jahr spielte sie neben Nicolas Cage und Nicole Kidman im Psycho-Thriller Trespass die Rolle der Kendra.
Von 2017 an spielte Meade in der HBO-Serie The Deuce eine Sexworkerin und Pornodarstellerin. Ihr Ruf im Zuge von #MeToo nach einem professionellen Beistand für den Dreh der Sexszenen führte zur Einstellung einer Intimitätskoordinatorin ab Staffel 2 und dem Versprechen von HBO, eine solche bei jeder künftigen Produktion mit intimen Szenen einzusetzen.

## Filmografie (Auswahl)

### Filme
- 2006: The House Is Burning
- 2008: Lange Beine, kurze Lügen und ein Fünkchen Wahrheit … (Assassination of a High School President)
- 2009: Back
- 2010: Twelve
- 2010: Burning Palms
- 2010: My Soul to Take
- 2011: Silver Tongues
- 2011: Sin Bin
- 2011: Trespass
- 2012: Thanks for Sharing – Süchtig nach Sex (Thanks for Sharing)
- 2012: Adventures in the Sin Bin
- 2013: Gimme Shelter
- 2013: Bluebird
- 2014: Für immer Single? (That Awkward Moment)
- 2015: Me Him Her
- 2015: Charlie, Trevor and a Girl Savannah
- 2016: Money Monster
- 2016: Mother, May I Sleep with Danger? (Fernsehfilm)
- 2016: Nerve
- 2018: Trial by Fire

### Fernsehserie
- 2008, 2011: Law & Order: Special Victims Unit (zwei Episoden)
- 2010: Law & Order (Episode 20x13)
- 2010: Boardwalk Empire (zwei Episoden)
- 2011: Fringe – Grenzfälle des FBI (Fringe, Episode 3x22)
- 2014: The Leftovers (sechs Episoden)
- 2016: Broad City (Episode 3x01)
- 2017–2019: The Deuce (25 Episoden)
- 2023: Dead Ringers (fünf Episoden)
- 2024: The Penguin (Miniserie, zwei Episoden)